# 국민연합당 (콜롬비아)
국민연합당(國民聯合黨, 스페인어: Unidad Nacional)은 콜롬비아의 중도우파와 중도좌파 정당들의 정당 연합이다.

## 주요 정당
- 콜롬비아 자유당
- 국민연합사회당
- 철저한 변화
- 국민통합당